# Kraljevska palača u Napulju
Kraljevska palača u Napulju (tal. Palazzo Reale di Napoli, nap.: Palazzo Riale ‘e Napule) je palača, muzej i povijesno turističko odredište smješteno u središnjem Napulju, u južnoj Italiji.
Bila je to jedna od četiriju rezidencija u blizini Napulja koje je koristila kuća Bourbon tijekom vladavine Napuljskim Kraljevstvom (1735. – 1816.) i kasnije Kraljevstvom Dviju Sicilija (1816. – 1861.). Druge su bile palače Caserta, Capodimonte s pogledom na Napulj i Portici na padinama Vezuva.

## Povijest
Palača se nalazi na mjestu ranije rezidencije, u kojoj je bio smješten bivši potkralj Don Pedro de Toledo, markiz od Villafranca. Gradnju današnje zgrade započeo je u 17. stoljeću arhitekt Domenico Fontana. Prvotno je bila namijenjena za boravak španjolskog kralja Filipa III., non kako on nikada nije posjetio ovaj dio njegovog kraljevstva, umjesto njega je u palači bio smješten potkralj Fernando Ruiz de Castro, grof od Lemosa. Do 1616. pročelje je bilo dovršeno, a do 1620. unutrašnjost su freskama oslikali Battistello Caracciolo, Giovanni Balducci i Belisario Corenzio. Uređenje Kraljevske kapele Uznesenja (Cappella Reale dell'Assunta) Antonio Picchiatti dovršio je tek 1644. godine.
Godine 1734., dolaskom Karla III. od Španjolske u Napulj, palača je postala kraljevska rezidencija Bourbona. Prigodom njegova vjenčanja s Marijom Amalijom od Saske 1738., Francesco De Mura i Domenico Antonio Vaccaro pomogli su preurediti interijer. Karlo je bio taj koji je sagradio ostale tri palače na mjestima udaljenijima od centra grada. Daljnja modernizacija dogodila se pod Ferdinandom I. od dviju Sicilija. Godine 1768., prigodom njegova vjenčanja s Marijom Karolinom od Austrije, pod vodstvom Ferdinanda Fuge, velika je dvorana ponovno izgrađena i dodano je dvorsko kazalište. Tijekom druge polovice 18. stoljeća dodano je "novo krilo", koje je 1927. postalo Nacionalna knjižnica Vittorio Emanuele III. Do 18. stoljeća kraljevska rezidencija premještena je u Reggiu u Caserti, budući da je taj grad u unutrašnjosti bio lakše branjiv od pomorskih napada, kao i udaljeniji od često buntovnog stanovništva Napulja.
Tijekom Napoleonove okupacije palaču su obogatili Joachim Murat i njegova supruga Caroline Bonaparte neoklasicističkim ukrasima i namještajem. Međutim, požar 1837. oštetio je mnoge prostorije i zahtijevao je restauraciju od 1838. do 1858. pod vodstvom Gaetana Genovesea. U tom su razdoblju napravljeni daljnji dodaci Krila za zabave i Belvederea. Na uglu palače s kazalištem San Carlo napravljena je nova fasada koja je zaklanjala potkraljevsku palaču Pedra de Toleda.
Godine 1922. odlučeno je (dekretom ministra Antonina Anilea) da se ovdje prenese sadržaj Nacionalne knjižnice (do tada u palači Nacionalnog arheološkog muzeja). Prijenos knjižničnih zbirki izvršen je do 1925. godine.
Knjižnica je pretrpjela bombardiranje tijekom Drugog svjetskog rata, a kasnija vojna okupacija zgrade prouzročila je ozbiljnu štetu. Danas se u palači i susjednom dvorištu nalaze poznati Teatro San Carlo, manje Teatrino di Corte (nedavno obnovljeno), Biblioteca Nazionale Vittorio Emanuele III, muzej i uredi, uključujući one regionalne turističke zajednice.

## Kipovi napuljskih kraljeva
Godine 1888. kralj Umberto I. Savojski izvršio je promjene na zapadnoj fasadnoj strani zgrade (pročelje na Piazza del Plebiscito), izlažući u nišama niz kipova istaknutih vladara Napulja od osnutka Napuljskog kraljevstva u 12. stoljeća. Kipovi su prikazani kronološkim redom, na temelju dinastije svakog vladara. Niz počinje s Rogerom Normanom (kipar Emilio Franceschi), a završava s Viktor Emanuel II., najvišim kipom i posljednjim dodanim (kipar Francesco Jerace).
Ostale slike predstavljaju:
- Fridrik II Hohenstaufen (autor Emanuele Caggiano)
- Karlo I. Anžuvinac (kipar Tommaso Solari)
- Alfons V. Aragonski (kipar Achille D'Orsi)
- Car Karlo V. (kipar Vincenzo Gemito)
- Karlo III. od Španjolske (kipar Raffaele Belliazzi)
- Joachim Murat (kipar Giovanni Battista Amendola)

Nijedan od kipova ne odnosi se na dinastiju Bourbon, čak ni Charlesa od Bourbona, koji je zapravo ugraviran s imenom Karla III.
- Roger II. (Roger II., kralj Sicilije)
- Fridrik II. (Rimsko-njemački car)
- Karlo I. Anžuvinac
- Alfons V. Aragonski (Alfons I. Napuljski)
- Karlo V., car Svetog Rimskog Carstva (Karlo I. Španjolski)
- Karlo III., španjolski kralj
- Joachim Murat
- Viktor Emanuel II.

## Vanjske poveznice
|  | Zajednički poslužitelj ima još gradiva o temi Kraljevska palača u Napulju |

- Kraljevska palača u Napulju - službena stranica
- Kraljevska palača u Napulju